# Maura Tierney
Maura Therese Tierney (Boston, Massachusetts, 1965. február 3. –) Golden Globe-díjas amerikai színésznő.
A NewsRadio (1995–1999) című szituációs komédiával vált ismertté. Egyik leghíresebb szerepe Abby Lockhart volt a Vészhelyzet című kórházsorozatban, 1999 és 2009 között. A viszony című drámasorozatban 2015-től 2019-ig szerepelt. Alakítását női mellékszereplőként Golden Globe-díjjal méltatták és egy Primetime Emmy-jelölést is szerzett.
Filmjei közé tartozik a Legbelső félelem (1996), a Hanta Boy (1997), A nemzet színe-java (1998), a Mint a hurrikán (1999), az Álmatlanság (2002), a Fél-profi (2008), a Bébi mama (2008), a Csodálatos fiú (2018) és A jelentés (2019).

## Fiatalkora és tanulmányai
Édesanyja ingatlanügynök, édesapja ügyvéd volt, két testvére van. Tierney Bostonban nőtt fel. Egy vele készült interjú szerint családja ír származású, és a furcsán hangzó nevét is ennek köszönheti.
A hinghami Notre Dame Academy-be járt gimnáziumba, ahol drámát is tanult. A gimnáziumi tanulmányok befejezése után a New York Egyetemen kezdett először táncot, később pedig drámát tanulni.

## Pályafutása
Miután több darabban is játszott, Los Angelesbe költözött, ahol 1987-ben megkapta az első jelentősebb filmszerepét a Disney’s Student Exchange című tévéfilmjében. Az első főszerepet a Dead Women in Lingerie című kis költségvetésű független filmben kapta, amit 24 napig forgattak. Ez utóbbit sem mutatták be moziban, de az Egyesült Államokban 2005-ben megjelent DVD-n.
Több kisebb szerep után, 1995 és 1999 között a NewsRadio című sitcom egyik főszereplője lett. Leginkább ennek köszönhetően vált ismertté az Egyesült Államokban. Ebben az időszakban három jelentősebb filmben is szerepelt: Legbelső félelem (1996), Hanta boy (1997) és a Mint a hurrikán (1999).
Miután a NewsRadio véget ért, megkapta a Vészhelyzet című drámasorozatban Abby Lockhart szerepét. Először 1999 novemberében tűnt fel vendégszereplőként, mint nővér a szülészeti osztályon. 2000 februárjában főszereplőként a stáb tagja lett. Egy éven belül Primetime Emmy-díjra jelölték Abby Lockhart megformálásáért. 2008 áprilisában bejelentette, hogy a 15. évad elején kiszáll a sorozatból, legutolsó jelenete 2008 októberében volt. Az évad végén még visszatért egy rövid cameoszerep erejéig.
2001-ben Scotlan, Pa. című filmben nyújtott teljesítményéért sok pozitív kritikát kapott. A Vészhelyzet ideje alatt a leghíresebb filmje a Christopher Nolan által rendezett Álmatlanság volt 2002-ben.
2006-ban hosszú idő után először vállalt ismét szerepet színházi darabban, a Some Girl(s) egy  főszereplőjeként. 2008 szeptember 16. és október 4. között a Three Changes című darabban volt látható. Szintén 2008-ban három filmben vállalt szerepet: Fél-profi, Szesz, szex és steksz és Bébi mama.
A Vészhelyzet utáni első televíziós szerepe a Ments meg! című sorozatban volt 2009-ben. A színésznő ezután a Vásott szülők című sorozatban vállalt szerepet, de amikor kiderült, hogy mellrákja van, kilépett a projektből. A betegség legyőzése után, 2010-ben a The Whole Truth című drámasorozatban kapott főszerepet. Ebből azonban csak négy rész került adásba, mivel a nézettsége nagyon alacsony volt.
2011-ben először mutatkozott be a dublini Gate Színházban a God of Carnage című darabban.

## Magánélete
Tierney 1993. február 1-jén házasodott össze Billy Morrissette színész-rendezővel. 13 év után azonban elváltak, gyermekük nem született.
2009-ben barátnője, Parminder Nagra, és James Stenson fényképész esküvőjén volt a házigazda.
2009. július 13-án a színésznő bejelentette, hogy daganatot fedeztek fel a mellében. Emiatt szeptemberben otthagyta a Vásott szülők forgatását, ahol Lauren Graham vette át szerepét. 2010. január 27-én fejeződött be kezelése, és ekkor tért vissza dolgozni is.

## Filmográfia

### Film
| Év   | Magyar cím                | Eredeti cím                      | Szerep                    | Magyar hang     |
| ---- | ------------------------- | -------------------------------- | ------------------------- | --------------- |
| 1991 |                           | Dead Women in Lingerie           | Molly Field               |                 |
| 1991 | A linguini eset           | The Linguini Incident            | Cecelia                   |                 |
| 1992 | Fehér sivatag             | White Sands                      | Noreen                    |                 |
| 1992 | Az éjszaka ritmusa        | Fly by Night                     | Denise                    |                 |
| 1993 | A beugró                  | The Temp                         | Sharon Derns              |                 |
| 1995 |                           | Mercy                            | Simonet                   |                 |
| 1996 | Legbelső félelem          | Primal Fear                      | Naomi Chance              | Madarász Éva    |
| 1997 | Hanta boy                 | Liar Liar                        | Audrey Reede              | Orosz Helga     |
| 1998 | A nemzet színe-java       | Primary Colors                   | Daisy Green               | Németh Kriszta  |
| 1998 |                           | The Thin Pink Line               | Suzanne                   |                 |
| 1999 | Mint a hurrikán           | Forces of Nature                 | Bridget Cahill            | Ősi Ildikó      |
| 1999 | Oxigén                    | Oxygen                           | Madeline Foster nyomozó   |                 |
| 1999 | Ösztön                    | Instinct                         | Lynn Powell               | Horváth Lili    |
| 2000 |                           | Mexico City                      | Pam a telefonban (hangja) |                 |
| 2001 |                           | Scotland, PA                     | Pat McBeth                |                 |
| 2002 | Álmatlanság               | Insomnia                         | Rachel Clement            | Németh Kriszta  |
| 2002 |                           | Rooftop Kisses (rövidfilm)       | Denise                    |                 |
| 2002 |                           | The Nazi (rövidfilm)             | Helen                     |                 |
| 2003 |                           | Melvin Goes to Dinner            | Leslie                    |                 |
| 2004 | Az elnök emberére talál   | Welcome to Mooseport             | Sally Mannis              | Létay Dóra      |
| 2006 |                           | Danny Roane: First Time Director | Maura Tierney             |                 |
| 2006 | Változó vizeken           | Diggers                          | Gina                      | Báthory Orsolya |
| 2007 |                           | The Go-Getter                    | Hal's Pets                |                 |
| 2008 | Fél-profi                 | Semi-Pro                         | Lynn                      | Báthory Orsolya |
| 2008 | Bébi mama                 | Baby Mama                        | Caroline                  | Báthory Orsolya |
| 2008 | Szesz, szex és steksz     | Finding Amanda                   | Lorraine Mendon           | Dudás Eszter    |
| 2012 |                           | Nature Calls                     | Janine                    |                 |
| 2017 | Bármi                     | Anything                         | Laurette Sachman          |                 |
| 2018 | Csodálatos fiú            | Beautiful                        | Karen                     | Báthory Orsolya |
| 2019 | A jelentés                | The Report                       | Bernadette                | Báthory Orsolya |
| 2023 | Vaskarom                  | The Iron Claw                    | Doris Von Erich           | Báthory Orsolya |
| 2024 | Twisters – Végzetes vihar | Twisters                         | Cathy Cooper              | Báthory Orsolya |

### Televízió
| Év        | Magyar cím          | Eredeti cím       | Szerep                  | Megjegyzések                                                |
| --------- | ------------------- | ----------------- | ----------------------- | ----------------------------------------------------------- |
| 1987      |                     | Student Exchange  | Kathy Maltby            | tévéfilm                                                    |
| 1988      |                     | Crossing the Mob  | Michelle                | tévéfilm                                                    |
| 1988      |                     | The Van Dyke Show | Jillian Ryan            | 10 epizód                                                   |
| 1989      | Családi kötelékek   | Family Ties       | Darlene                 | 1 epizód                                                    |
| 1990      |                     | Booker            | Donna Cofax             | 1 epizód                                                    |
| 1990      |                     | Flying Blind      | Donna                   | tévéfilm                                                    |
| 1991      | Esküdt ellenségek   | Law & Order       | Patricia 'Patti' Blaine | 1 epizód                                                    |
| 1994      | Pokoli család       | 704 Hauser        | Cherlyn Markowitz       | minisorozat (6 epizód)                                      |
| 1994      | Sötétből a fénybe   | Out of Darkness   | Meg                     | tévéfilm                                                    |
| 1995–1999 |                     | NewsRadio         | Lisa Miller             | 96 epizód                                                   |
| 1999–2009 | Vészhelyzet         | ER                | Dr. Abby Lockhart       | 183 epizód                                                  |
| 2000      | Texas királyai      | King of the Hill  | Tanya (hangja)          | 1 epizód                                                    |
| 2000–2021 |                     | Sammy             | Kathy Kelly (hangja)    | 9 epizód                                                    |
| 2009      | Vásott szülők       | Parenthood        | Sarah Braverman         | próbaepizód, nem mutatták be                                |
| 2009–2011 | Ments meg!          | Rescue Me         | Kelly McPhee            | 9 epizód                                                    |
| 2010–2011 |                     | The Whole Truth   | Kathryn Peale           | 13 epizód                                                   |
| 2011      | Office              | The Office        | Susan California        | 1 epizód                                                    |
| 2012–2013 | A férjem védelmében | The Good Wife     | Maddie Hayward          | 7 epizód                                                    |
| 2012      |                     | Ruth & Erica      | Erica                   | 10 epizód                                                   |
| 2014–2019 | A viszony           | The Affair        | Helen Solloway          | - főszereplő (45 epizód) - magyar hangja: - Báthory Orsolya |
| 2018      |                     | Electric Dreams   | Irene Lee               | 1 epizód                                                    |
| 2021      |                     | Your Honor        | Fiona McKee             | 4 epizód                                                    |
| 2021      |                     | American Rust     | Grace Poe               | 9 epizód                                                    |
| 2024–     | Esküdt ellenségek   | Law & Order       | Jessica Brady hadnagy   | főszereplő                                                  |

## Fordítás
- Ez a szócikk részben vagy egészben  a   Maura Tierney című angol Wikipédia-szócikk ezen változatának fordításán alapul.  Az eredeti cikk szerkesztőit annak laptörténete sorolja fel. Ez a jelzés csupán a megfogalmazás eredetét és a szerzői jogokat jelzi, nem szolgál a cikkben szereplő információk forrásmegjelöléseként.